# Pecats capitals (documental)

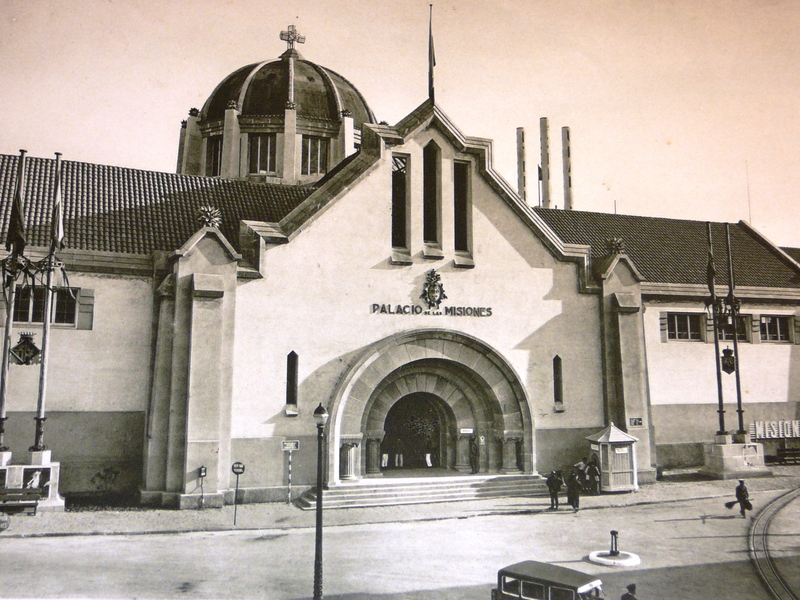
Palacio de las Misiones de Montjuïc. Fue convertido en campo de concentración por el franquismo.

Pecats capitals, (Pecados capitales) es una serie documental de Televisión de Cataluña, sobre los primeros años del franquismo realizada por el equipo de Histories de Catalunya. Fue una producción que siguieron una media de 631.000 espectadores y que tuvo una cuota de pantalla del 23,7%. Fue estrenada el 11 de marzo de 2006.
Este proyecto del departamento de Documentales y Nuevos Formatos fue una gran apuesta de la televisión pública en la línea de la recuperación de la memoria histórica, a través del testimonio de personajes anónimos.
La serie constó de siete capítulos de 40 minutos de duración: Lujuria, Soberbia, Pereza, Gula, Avaricia, Ira y Envidia.
En estas historias, se habla desde el desaparecido barrio del Somorrostro, donde un grupo de jóvenes de buena familia decidieron ayudar a la gente que vivía en condiciones de miseria extrema, hasta los inmigrantes que venían a Cataluña en busca de una vida mejor y eran confinados en una especie de campo de concentración situado en el pabellón de las "Misiones" de Montjuïc.